# Cerca

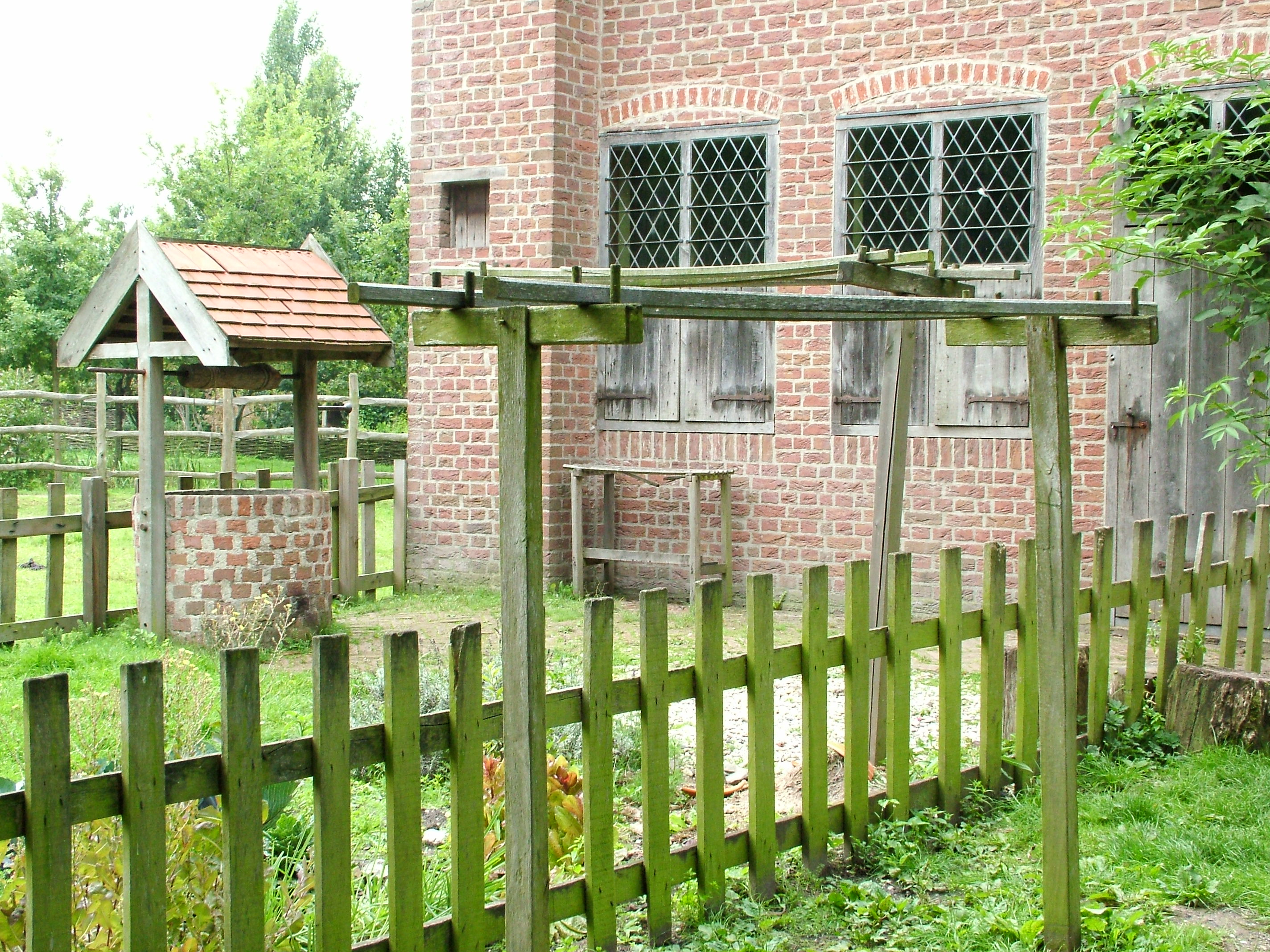
Uma cerca de madeira

Uma cerca ou alambrado (do castelhano alambre) é uma estrutura autossustentável projetada para restringir ou prevenir o acesso ao interior de sua área. 
Diferencia-se de um muro por ser uma construção mais leve e vazada (feita de madeira, metal ou concreto, entre outros) enquanto o muro é normalmente construído com tijolos ou concreto, bloqueando a visão e a passagem a seu interior.

## Tipos
- Cercas agrícolas, para manter o gado e/ou predadores fora
- Defletores de empuxo de jato, um dispositivo de segurança que redireciona o escape de alta energia de um motor a jato
- Barreira de som ou vedação acústica, para reduzir a poluição sonora[3]
- Esgrima de privacidade, para fornecer privacidade e segurança[4]
- Cerca da piscina
- Cerca de vinil
- Cerca de neve

Uma balaustrada ou corrimão é uma cerca para evitar que as pessoas caiam de uma borda, mais comumente encontrada em uma escada, patamar ou varanda. Sistemas de trilhos e balaustradas também são usados ao longo de telhados, pontes, penhascos, poços e corpos d'água.